# Slam (film)
Pour les articles homonymes, voir Slam.
Pour plus de détails, voir Fiche technique et Distribution.
Slam est un film américain de Marc Levin, récompensé par une Caméra d'or au Festival de Cannes en 1998 et par le Grand Prix du Jury au Sundance Film Festival la même année. Cette réussite a contribué à ce que le slam soit connu dans le monde et devienne un mouvement international[réf. nécessaire].

## Synopsis
Le film relate l’histoire d’un poète-rappeur qui survit en prison et s’en sort par le slam.

## Fiche technique
- Réalisateur : Marc Levin

## Distribution
- Saul Williams
- Laurence Wilson
- Bonz Malone
- Sonja Sohn
- Beau Sia

## Bande son
DJ Spooky a composé une partie de la bande son du film.